# Cavron-Saint-Martin
Cavron-Saint-Martin est une commune française située dans le département du Pas-de-Calais en région Hauts-de-France. Ses habitants sont appelés les Cavronnais.
La commune fait partie de la communauté de communes des 7 Vallées qui regroupe 66 communes et compte 29 425 habitants en 2022.
En 2022, pour la première fois dans l'histoire de la commune, des vignes sont vendangées.

## Géographie

### Localisation
Localisée dans le sud-ouest du département du Pas-de-Calais, Cavron-Saint-Martin est une commune, drainée par la Planquette, limitrophe, au sud, d'Hesdin-la-Forêt et située, à vol d'oiseau, à 16 km au sud-est de la commune de Montreuil-sur-Mer (chef-lieu d'arrondissement).
Le territoire de la commune est limitrophe de ceux de sept communes.
Les communes limitrophes sont  Contes, Hesdin-la-Forêt, La Loge, Lebiez, Offin, Wambercourt et Wamin.

### Géologie et relief
La superficie de la commune est de 11,86 km2 ; son altitude varie de 21  à   114 m.

### Hydrographie
Le territoire de la commune est situé dans le bassin Artois-Picardie.
La commune est traversée par la Planquette, un cours d'eau naturel non navigable de 11,79 km, qui prend sa source dans la commune de Planques et se jette dans la Canche au niveau de la commune de Contes.

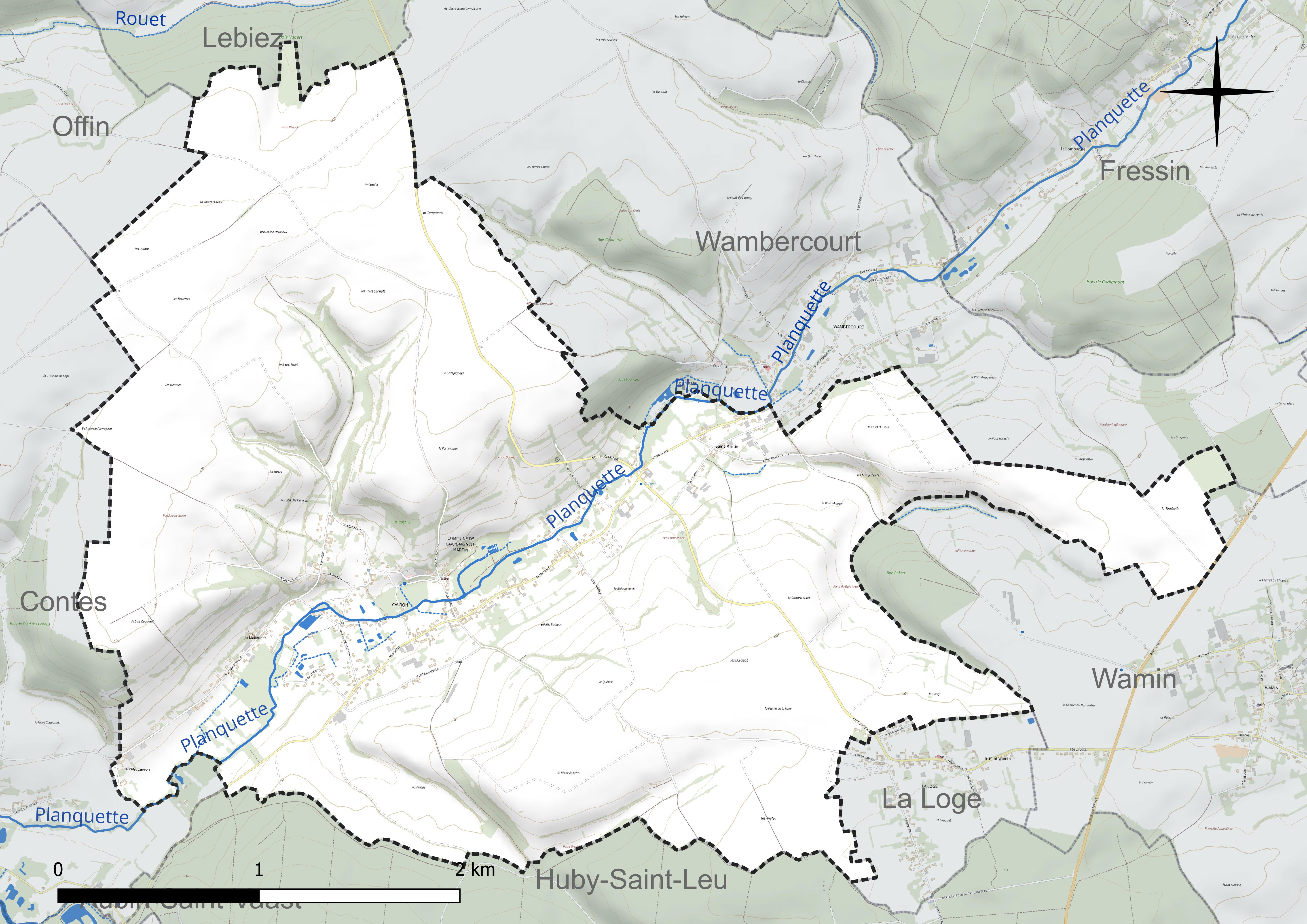
Réseau hydrographique de Cavron-Saint-Martin.

### Climat
Pour des articles plus généraux, voir Climat des Hauts-de-France et Climat du Pas-de-Calais.
En 2010, le climat de la commune est de type climat océanique franc, selon une étude du CNRS s'appuyant sur une série de données couvrant la période 1971-2000. En 2020, Météo-France publie une typologie des climats de la France métropolitaine dans laquelle la commune est exposée à un climat océanique et est dans la région climatique Côtes de la Manche orientale, caractérisée par un faible ensoleillement (1 550 h/an) ; forte humidité de l’air (plus de 20 h/jour avec humidité relative > 80 % en hiver), vents forts fréquents.
Pour la période 1971-2000, la température annuelle moyenne est de 10,6 °C, avec une amplitude thermique annuelle de 13,3 °C. Le cumul annuel moyen de précipitations est de 854 mm, avec 12,8 jours de précipitations en janvier et 8,4 jours en juillet. Pour la période 1991-2020, la température moyenne annuelle observée sur la station météorologique la plus proche, située sur la commune de Humières à 15 km à vol d'oiseau, est de 10,9 °C et le cumul annuel moyen de précipitations est de 856,9 mm,. Pour l'avenir, les paramètres climatiques de la commune estimés pour 2050 selon différents scénarios d'émission de gaz à effet de serre sont consultables sur un site dédié publié par Météo-France en novembre 2022.

### Paysages
Pour un article plus général, voir Paysage en France.
La commune est située dans le « paysage montreuillois » tel que défini dans l’atlas des paysages de la région Nord-Pas-de-Calais, conçu par la direction régionale de l'Environnement, de l'Aménagement et du Logement (DREAL),. Ce paysage, qui concerne 98 communes, se délimite : à l’Ouest par des falaises qui, avec le recul de la mer, ont donné naissance aux bas-champs ourlées de dunes ; au Nord par la boutonnière du Boulonnais ; au sud par le vaste plateau formé par la vallée de l’Authie, et à l’Est par les paysages du Ternois et de Haut-Artois. Ce paysage régional, avec, dans son axe central, la vallée de la Canche et ses nombreux affluents comme la Course, la Créquoise, la Planquette…, offre une alternance de vallées et de plateaux, appelée « ondulations montreuilloises ». Dans ce paysage, et plus particulièrement sur les plateaux, on cultive la betterave sucrière, le blé et le maïs, et les plateaux entre la Ternoise et la Créquoise sont couverts de vastes massifs forestiers comme la forêt d'Hesdin, les bois de Fressin, Sains-lès-Fressin, Créquy….

### Milieux naturels et biodiversité

#### Espace protégé et géré
La protection réglementaire est le mode d’intervention le plus fort pour préserver des espaces naturels remarquables et leur biodiversité associée.
Dans ce cadre, on trouve sur le territoire de la commune un terrain géré par le conservatoire d'espaces naturels des Hauts-de-France : les cavités de La Loge, d'une superficie de 38,019 ha.

#### Zones naturelles d'intérêt écologique, faunistique et floristique
L’inventaire des zones naturelles d'intérêt écologique, faunistique et floristique (ZNIEFF) a pour objectif de réaliser une couverture des zones les plus intéressantes sur le plan écologique, essentiellement dans la perspective d’améliorer la connaissance du patrimoine naturel national et de fournir aux différents décideurs un outil d’aide à la prise en compte de l’environnement dans l’aménagement du territoire.
Le territoire communal comprend quatre ZNIEFF de type 1 : 
- la forêt domaniale d'Hesdin et ses lisières. Elle est située dans le Ternois et s’étend sur le plateau de l’Aa et sur le rebord sud d’un glacis incliné vers la dépression synclinale de la Canche[15] ;
- le bois de Fressin. Cette ZNIEFF appartient au complexe écologique constitué par les vallées de la Créquoise et de la Planquette et leurs versants boisés[16] ;
- le coteau de Cavron-Saint-Martin. Cette ZNIEFF est située sur un coteau crayeux et constitue un ensemble dominé par un boisement pentu et une pâture mésotrophe autour d’une ancienne carrière de craie[17] ;
- le réservoir biologique de La Planquette. C'est une zone pépinière en matière de production de salmonidés à l’échelle du bassin de la Canche. On y trouve également l'anguille, le chabot et la truite fario[18].

et deux ZNIEFF de type 2 : 
- la basse vallée de la Canche et ses versants en aval d’Hesdin. Cette zone humide recelant des marais tourbeux, s'étend d'Étaples à Hesdin sur une superficie de 12 059 hectares[19] ;
- les vallées de la Créquoise et de la Planquette. Cette ZNIEFF, d’une grande qualité écologique et esthétique, constitue un des paysages ruraux traditionnels du Nord-Pas-de-Calais les mieux conservés[20].

Carte des ZNIEFF de type 1 et 2 sur la commune
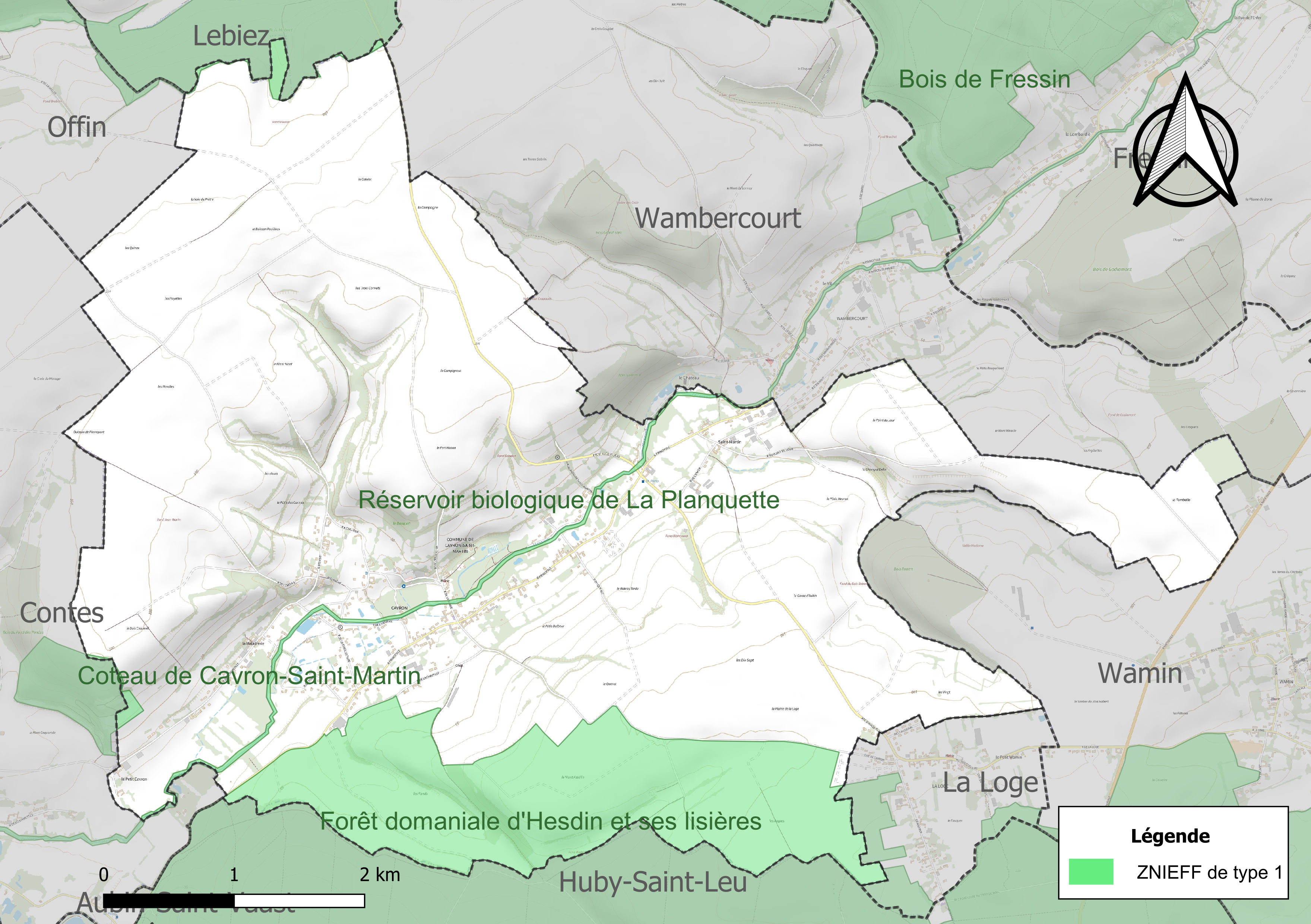
Carte des ZNIEFF de type 1 sur la commune.
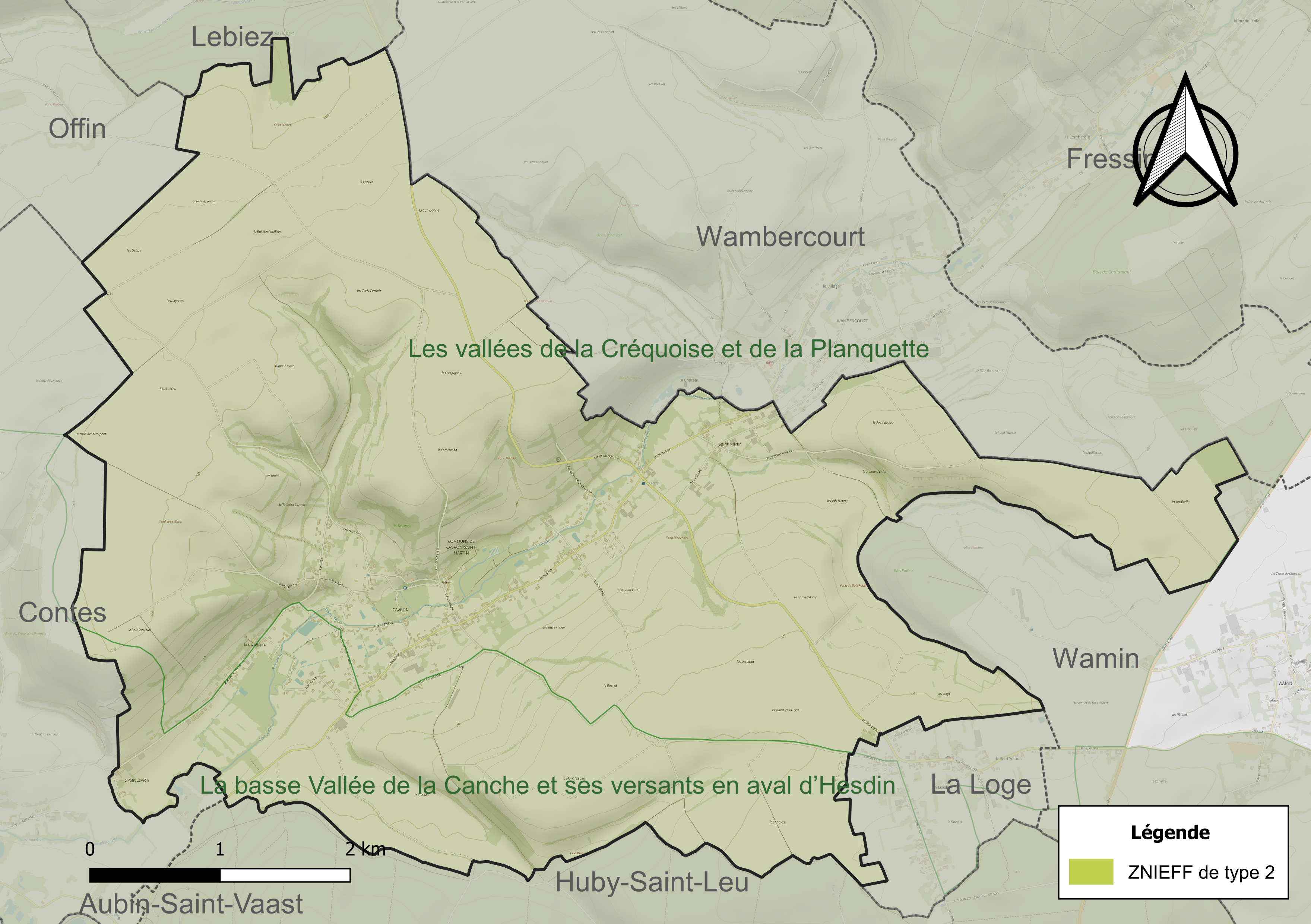
Carte des ZNIEFF de type 2 sur la commune.

## Urbanisme

### Typologie
Au 1er janvier 2024, Cavron-Saint-Martin est catégorisée commune rurale à habitat dispersé, selon la nouvelle grille communale de densité à sept niveaux définie par l'Insee en 2022.
Elle est située hors unité urbaine. Par ailleurs la commune fait partie de l'aire d'attraction d'Hesdin, dont elle est une commune de la couronne,. Cette aire, qui regroupe 28 communes, est catégorisée dans les aires de moins de 50 000 habitants,.

### Occupation des sols
L'occupation des sols de la commune, telle qu'elle ressort de la base de données européenne d’occupation biophysique des sols Corine Land Cover (CLC), est marquée par l'importance des territoires agricoles (90,5 % en 2018), une proportion sensiblement équivalente à celle de 1990 (90,7 %). La répartition détaillée en 2018 est la suivante : 
terres arables (68,3 %), prairies (22,3 %), zones urbanisées (8,5 %), forêts (0,9 %). L'évolution de l’occupation des sols de la commune et de ses infrastructures peut être observée sur les différentes représentations cartographiques du territoire : la carte de Cassini (XVIIIe siècle), la carte d'état-major (1820-1866) et les cartes ou photos aériennes de l'IGN pour la période actuelle (1950 à aujourd'hui).

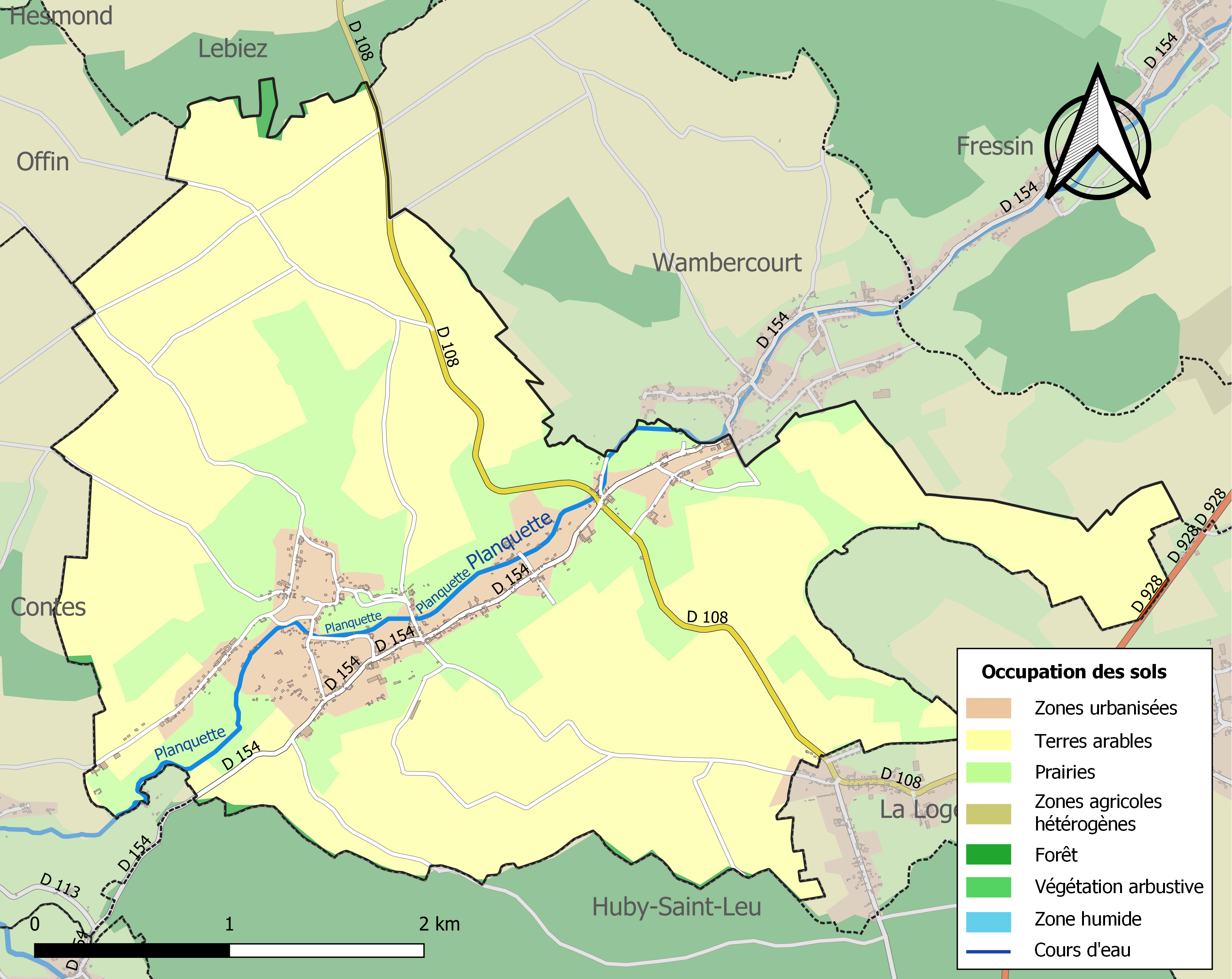
Carte des infrastructures et de l'occupation des sols de la commune en 2018 (CLC).

### Voies de communication et transports

#### Voies de communication
La commune est desservie par les routes départementales D 108 et D 154.

#### Transport ferroviaire
La commune se trouve à 9 km, au nord, de la gare d'Hesdin, située sur la ligne de Saint-Pol-sur-Ternoise à Étaples, desservie par des trains TER Hauts-de-France.

## Toponymie
Le nom de la localité est attesté sous les formes Cavero (1000) ; Caveroniacum (1042) ; Cabronium, Cawero (1148) ; Canvro (1147) ; Caveron (1154) ; Caverun (XIIe siècle) ; Kavron (1243) ; Caveronium (1263) ; Kaveron (1270) ; Quaveron (1340) ; Cuaveron (1518) ; Cavrons (1587) ; Saint-Martin-dans-Caveron (XVIIIe siècle) ; Cavron-l’Unité (1793), Cavron Saint Martin (1793) et Cavron-Saint-Martin depuis 1801.
Le village actuel de Cavron-Saint-Martin conserve le souvenir de l'ancien nom Capriunus (800) de la rivière « Planquette ».
Saint-Martin, ancien hameau de la commune, est un hagiotoponyme attesté sous la forme Saint Martin dans Cavron au XVIIIe siècle. Assez souvent le saint en seconde position rappelle l’abbaye qui nomme la cure.
Durant la Révolution, la commune porte le nom de Cavron-l'Unité.

## Politique et administration

### Découpage territorial
La commune se trouve dans l'arrondissement de Montreuil du département du Pas-de-Calais, depuis 1801.

#### Commune et intercommunalités
La commune est membre de la communauté de communes des 7 Vallées.

#### Circonscriptions administratives
La commune est rattachée au canton de Hesdin, de 1801 à 2014, puis, depuis 2015 au canton d'Auxi-le-Château.

#### Circonscriptions électorales
Pour l'élection des députés, la commune fait partie de la quatrième circonscription du Pas-de-Calais.

### Élections municipales et communautaires

#### Liste des maires
| Période                                  | Période                      | Identité        | Étiquette | Qualité                                                                     |
| ---------------------------------------- | ---------------------------- | --------------- | --------- | --------------------------------------------------------------------------- |
| Les données manquantes sont à compléter. |                              |                 |           |                                                                             |
| mars 2001                                | mars 2008                    | Jacques Molin   |           |                                                                             |
| mars 2008                                | En cours (au 5 février 2022) | Antoine Bollart |           | Agriculteur Réélu pour le mandat 2014-2020, Réélu pour le mandat 2020-2026, |

## Équipements et services publics

### Justice, sécurité, secours et défense
La commune dépend du tribunal de proximité de Montreuil-sur-Mer, du conseil de prud'hommes de Boulogne-sur-Mer, du tribunal judiciaire de Boulogne-sur-Mer, de la cour d'appel de Douai, du tribunal de commerce de Boulogne-sur-Mer, du tribunal administratif de Lille, de la cour administrative d'appel de Douai et du tribunal pour enfants de Boulogne-sur-Mer.

## Population et société

### Démographie
Les habitants  de la commune sont appelés les Cavronnais'.

#### Évolution démographique
L'évolution du nombre d'habitants est connue à travers les recensements de la population effectués dans la commune depuis 1793. Pour les communes de moins de 10 000 habitants, une enquête de recensement portant sur toute la population est réalisée tous les cinq ans, les populations de référence des années intermédiaires étant quant à elles estimées par interpolation ou extrapolation. Pour la commune, le premier recensement exhaustif entrant dans le cadre du nouveau dispositif a été réalisé en 2005.

En 2022, la commune comptait 432 habitants, en évolution de −6,7 % par rapport à 2016 (Pas-de-Calais : −0,72 %, France hors Mayotte : +2,11 %).
| 1793 | 1800 | 1806 | 1821 | 1831 | 1836 | 1841 | 1846 | 1851 |
| ---- | ---- | ---- | ---- | ---- | ---- | ---- | ---- | ---- |
| 729  | 731  | 833  | 841  | 842  | 862  | 895  | 924  | 930  |

| 1856 | 1861 | 1866 | 1872 | 1876 | 1881 | 1886 | 1891 | 1896 |
| ---- | ---- | ---- | ---- | ---- | ---- | ---- | ---- | ---- |
| 864  | 857  | 885  | 873  | 884  | 815  | 804  | 769  | 750  |

| 1901 | 1906 | 1911 | 1921 | 1926 | 1931 | 1936 | 1946 | 1954 |
| ---- | ---- | ---- | ---- | ---- | ---- | ---- | ---- | ---- |
| 726  | 714  | 670  | 597  | 576  | 540  | 502  | 471  | 442  |

| 1962 | 1968 | 1975 | 1982 | 1990 | 1999 | 2005 | 2006 | 2010 |
| ---- | ---- | ---- | ---- | ---- | ---- | ---- | ---- | ---- |
| 460  | 416  | 409  | 429  | 382  | 402  | 435  | 446  | 485  |

| 2015 | 2020 | 2022 | - | - | - | - | - | - |
| ---- | ---- | ---- | - | - | - | - | - | - |
| 463  | 445  | 432  | - | - | - | - | - | - |

#### Pyramide des âges
En 2018, le taux de personnes d'un âge inférieur à 30 ans s'élève à 29,7 %, soit en dessous de la moyenne départementale (36,7 %). À l'inverse, le taux de personnes d'âge supérieur à 60 ans est de 30,6 % la même année, alors qu'il est de 24,9 % au niveau départemental.
En 2018, la commune comptait 235 hommes pour 218 femmes, soit un taux de 51,88 % d'hommes, largement supérieur au taux départemental (48,5 %).
Les pyramides des âges de la commune et du département s'établissent comme suit.
| Hommes | Classe d’âge | Femmes |
| ------ | ------------ | ------ |
| 1,3    | 90 ou +      | 1,9    |
| 6,1    | 75-89 ans    | 6,5    |
| 21,6   | 60-74 ans    | 23,8   |
| 22,5   | 45-59 ans    | 20,1   |
| 17,3   | 30-44 ans    | 19,6   |
| 14,3   | 15-29 ans    | 14,5   |
| 16,9   | 0-14 ans     | 13,6   |

| Hommes | Classe d’âge | Femmes |
| ------ | ------------ | ------ |
| 0,5    | 90 ou +      | 1,6    |
| 5,6    | 75-89 ans    | 8,9    |
| 16,7   | 60-74 ans    | 18,1   |
| 20,2   | 45-59 ans    | 19,2   |
| 18,9   | 30-44 ans    | 18,1   |
| 18,2   | 15-29 ans    | 16,2   |
| 19,9   | 0-14 ans     | 17,9   |

## Économie

### Viticulture
En 2022, pour la première fois dans la commune des vignes sont vendangées. Le vignoble, planté en 2020 de 5 300 pieds de vigne, sera vinifié dans un chai à Dompierre-Becquincourt, dans la Somme. Les premières bouteilles seront commercialisées en 2023.

## Culture locale et patrimoine

### Lieux et monuments

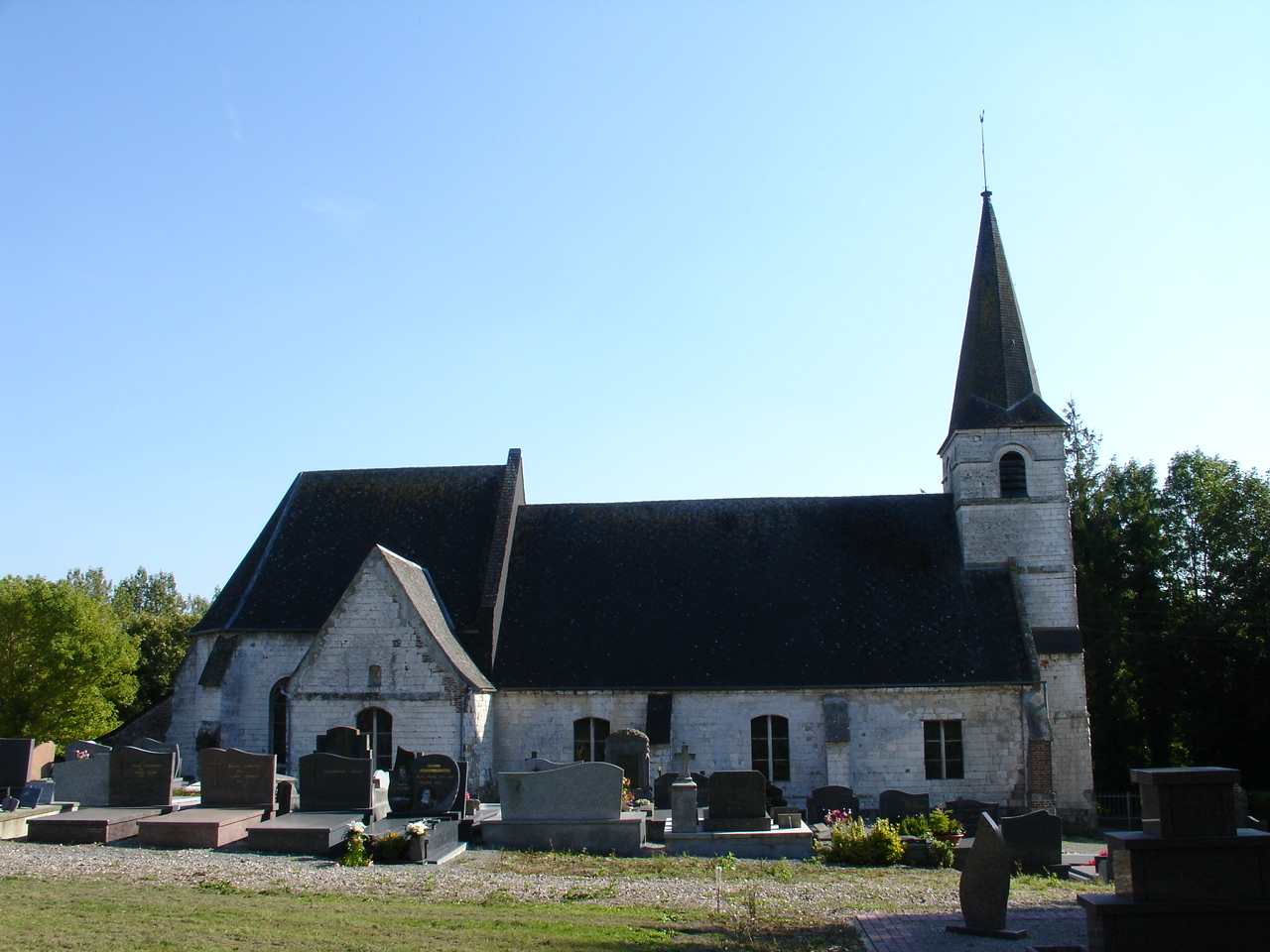
L'église Saint-Walloy.

- L'église Saint-Walloy.
- Le monument aux morts[44].

### Héraldique
| Blason de Cavron-Saint-Martin | Blason  | Écartelé : au 1er d'azur au bouquet de trois épis de blé feuillés d'argent, au 2e d'argent à la moucheture d'hermine de sable, au 3e d'argent à la fleur de lis de sable, au 4e d'azur au poisson d'argent nageant entre deux burelles ondées et alésées du même; sur le tout, d'argent à la chèvre saillante et contournée d'or. |
| Blason de Cavron-Saint-Martin | Détails | * Il y a là non-respect de la règle de contrariété des couleurs : ces armes sont fautives (or sur argent). Le statut officiel du blason reste à déterminer. |

## Pour approfondir